# Raheem Lawal
Raheem Adewole Lawal (Lagos, 4 maggio 1990) è un calciatore nigeriano, centrocampista svincolato.

## Carriera

### Club
Ha giocato nella prima divisione turca.

### Nazionale
Nel 2009 ha partecipato ai Mondiali Under-20.
Tra il 2012 ed il 2016 ha giocato complessivamente 9 partite nella nazionale nigeriana.